# Église Saint-Étienne de Campilles
Pour les articles homonymes, voir église Saint-Étienne.
L'église Saint-Étienne de Campilles est une église romane située à Villefranche-de-Conflent dans le département français des Pyrénées-Orientales.
La chapelle a été restaurée en 1990 par des bénévoles. En même temps, ils ont ajouté un petit refuge, construit dans le même style, sur le côté ouest du bâtiment.

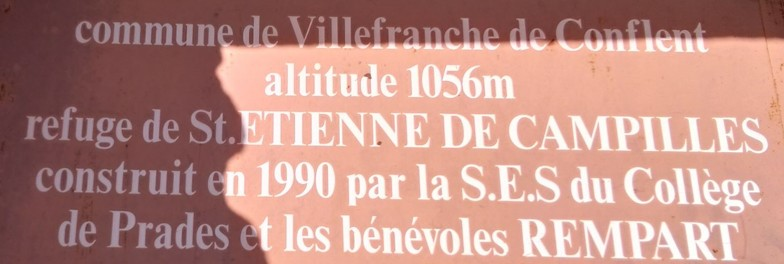
Sur la porte du refuge de Saint-Étienne de Campilles.

## Situation
L'église est située à 1050 mètres d'altitude, au bord d'une pente raide qui plonge dans la vallée de la Têt, 600 mètres plus bas. Elle fait directement face à la vallée du Cady et au pic du Canigou. L'église surplombe le fort Libéria et la gare de Villefranche - Vernet-les-Bains.
La principale formation géologique de cette zone est le marbre du Dévonien. Déposées il y a environ 380 millions d'années, puis soumises à un métamorphisme au cours de l'orogenèse hercynienne (c 300 Ma), les roches de cette formation se présentent sous différentes teintes. Ces dernières comprennent diverses nuances de rose et de rouge.

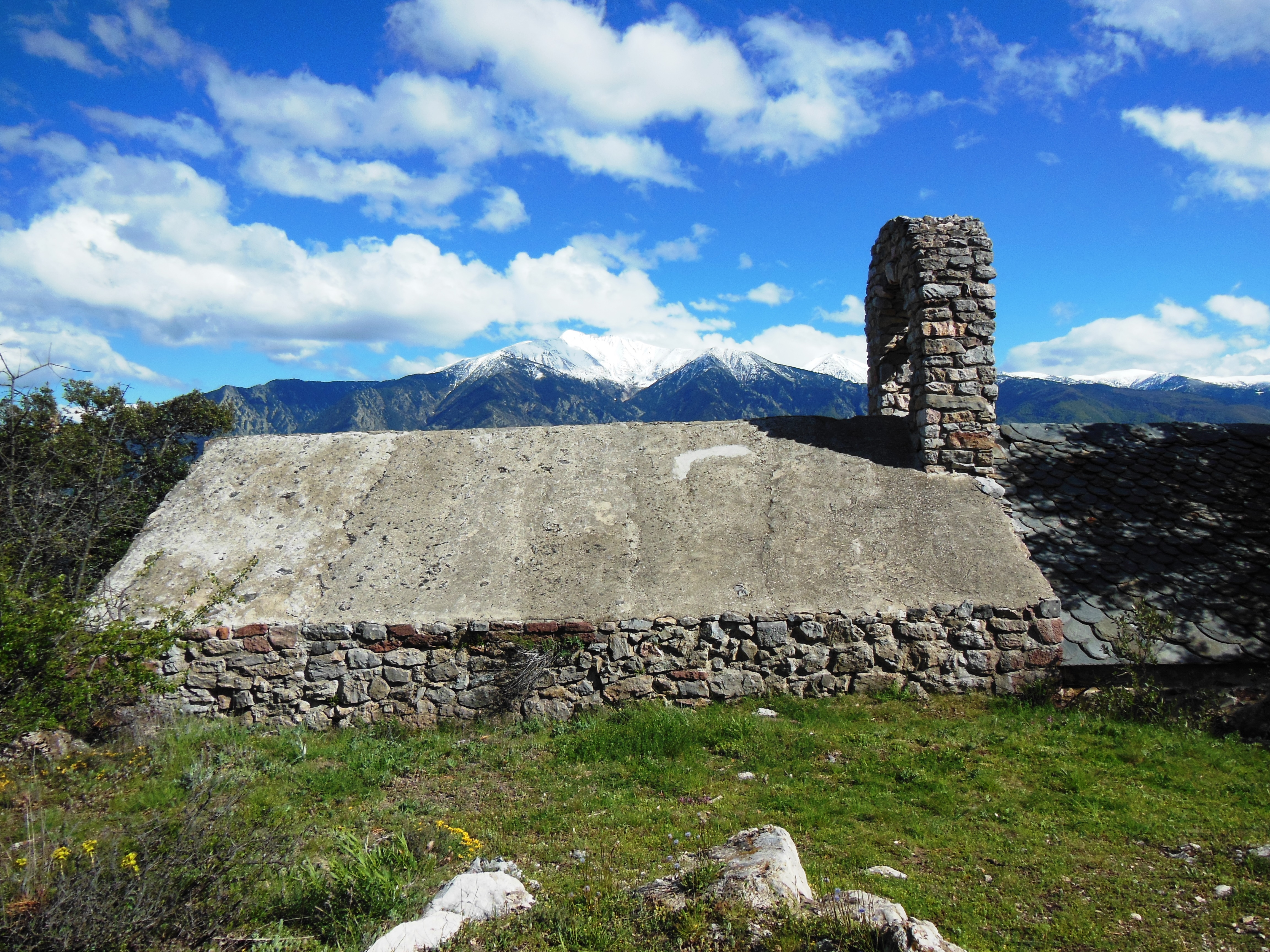
L'église en face du pic du Canigou (vue vers le sud).
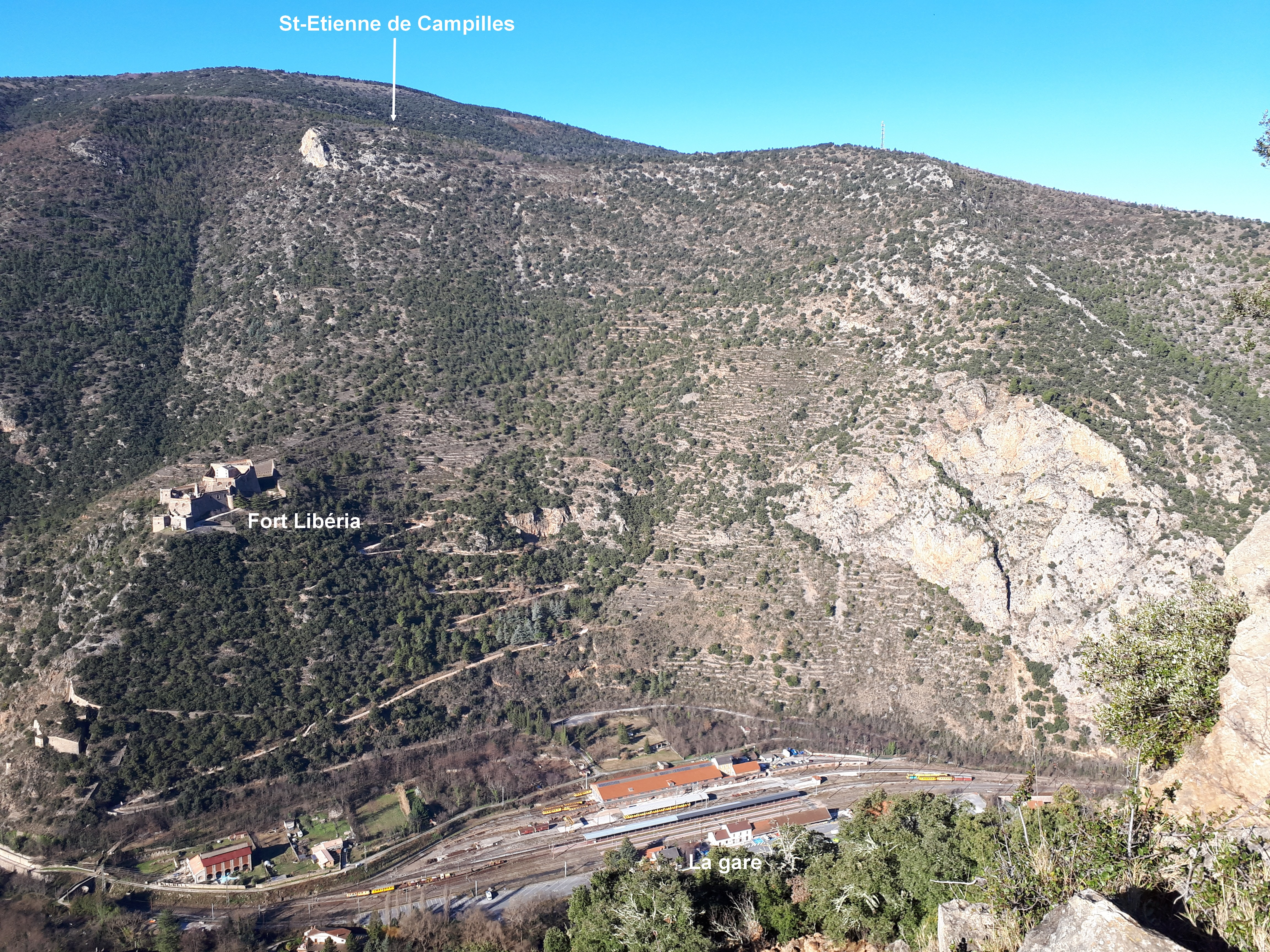
La situation de Saint-Étienne de Campilles, au-dessus du fort Libéria.

## Historique
Le lieu de Campilles et son église sont mentionnés en 906 dans un document confirmant leur possession par Emma de Barcelone (es), abbesse du monastère de Sant Joan de les Abadesses. À cette époque, l'église de Campilles est suffragante de l'église Sainte-Eulalie de Fuilla.
On pense que l'église actuelle a été construite au XIe siècle.

## Architecture
La structure de ce petit bâtiment est voûtée en berceau et de plan rectangulaire, la seule fenêtre étant une étroite lancette placée au centre du mur est. La porte située dans le mur sud est encadrée par des blocs de marbre taillé de teinte rose ou grise, dont certains de marbre rose de Villefranche, avec des voussoirs cunéiformes utilisés pour former un arc en plein cintre. À l'ouest il y a un clocher unique, restauré.

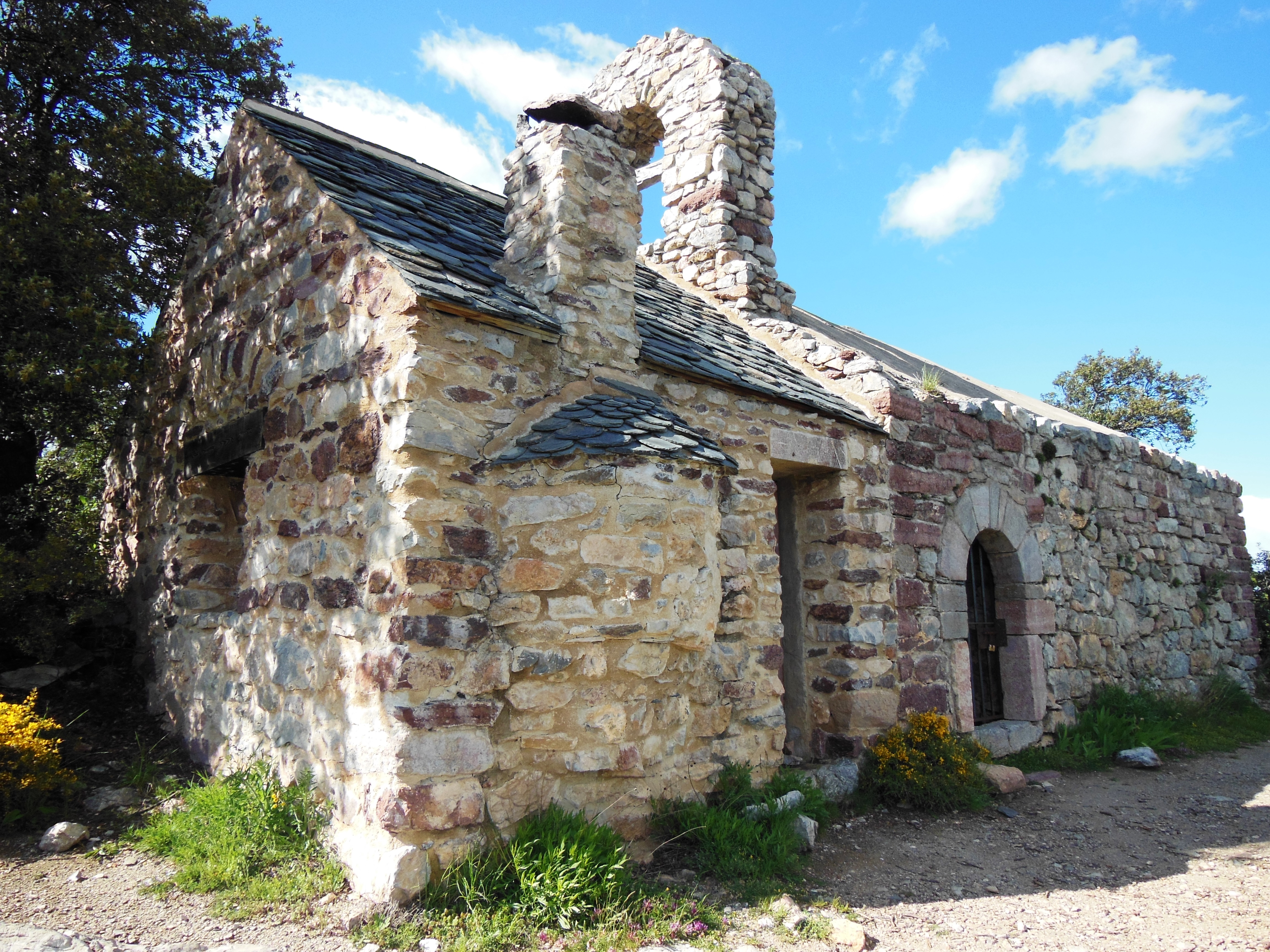
Face sud et angle sud-ouest. À gauche du clocher, avec une toiture en ardoise et un four à pain, le refuge ajouté lors de la restauration en 1990.
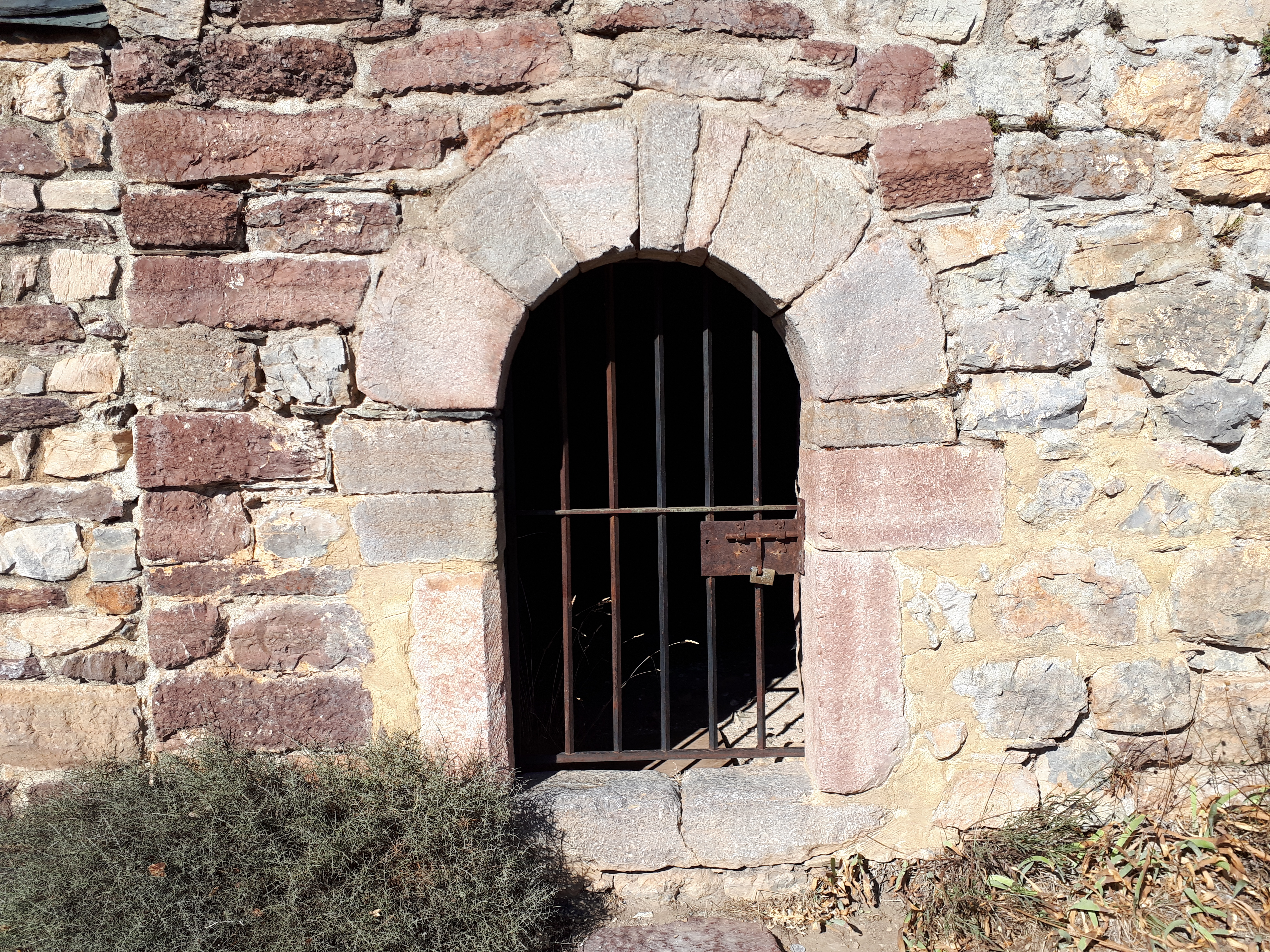
Porte de l'église entourée de blocs de marbre local.